# 蔣渭水
蔣 渭水（しょう いすい、1890年8月6日 - 1931年8月5日）は、台湾の宜蘭出身の社会運動家。字は雪谷。日本統治時代の台湾において台湾文化協会及び台湾民衆党を創設し、非暴力民族運動の指導者の一人である。

## 生涯
蔣渭水の父親である蔣鴻章は宜蘭城隍廟相命を務めていた関係で、蔣渭水は幼少より台湾の宗教および民俗に親しみ育った。後に儒者である張茂才の下で、さらに宜蘭公学校で学び、1915年には台湾総督府医学校（現在の国立台湾大学医学院）を卒業し、現代医学と近代文明の涵養を受け、蔣渭水がその後の社会運動に参画する基礎が築かれることとなった。
医学校を卒業した蔣渭水は台北市太平町（大稲埕の中、現在の延平北路）に大安医院を開設、1917年には春風得意楼を組織、医師や学生を始め有志との集会を行い、台湾社会の問題の社会改革の方法を議論するようになった。1920年より蒋渭水は台湾議会設置請願運動に参加、翌年には同志と共に台湾文化協会を設立し、台湾における民権運動を提唱したが、1923年に治安警察法違反で禁固4ヶ月の判決が下された（治警事件）。その後も台湾総督府批判により1925年に再び禁固4ヵ月とされるなど十数回にわたって逮捕されている。
1927年に台湾文化協会は左派と右派の運営路線を巡る対立により分裂、蔣渭水は台湾民衆党を成立させ自ら中央常務委員兼財政部長に就任した。台湾民衆党は地方自治と言論の自由の獲得を目指した政党である。蔣渭水はその後も社会運動に積極的に参加し1928年には台湾工友総聯盟や台湾農民組合に参加、階級闘争を中心とした社会運動を組織していく。しかしその運動方針は党内右派の反発を発生させ、1930年には右派である林献堂、蔡培火、葉栄鐘などが離党し台湾地方自治聯盟を組織している。台湾民衆党の活動としては国際連盟に対し総督府が専売制を実施しているアヘン販売および霧社事件を訴えるなど、台湾問題を国際社会に訴える行動を起こしている。
また台湾民衆党は孫文の三民主義を党是とし、蔣渭水や謝春木の主導の下に農民運動、労働者運動へと変換していく。その結果1931年に総督府により解散命令が出され台湾民衆党は解散、蔣渭水も同年「同胞須団結、団結真有力（同胞は団結すべき、団結こそが力なり）」という遺言を残して40歳で逝去、同年8月23日に市民葬が執り行われ5千人の市民が参列した。

## 評価
その活動は台湾で高く評価され、国道5号線は蔣渭水高速公路と称され、また台北市錦西街錦西公園も蔣渭水紀念公園と改称され、その業績が顕彰されている。
2010年8月、台湾で蔣渭水を図象とした記念硬貨が発行された。

## 脚註
1. ↑  蔣渭水生日那一天？ - 自由電子報 自由評論網
2. ↑  新聞發布第127號(發行面額10元之「蔣渭水先生紀念流通幣」